# Festival di Cannes 1962
La 15ª edizione del Festival di Cannes si è svolta a Cannes dal 7 al 23 maggio 1962.
La giuria presieduta dallo scrittore giapponese Tetsuro Furukaki ha assegnato la Palma d'oro per il miglior film a La parola data di Anselmo Duarte.
È stata inaugurata la prima sezione parallela del Festival, la Settimana internazionale della critica.

## Selezione ufficiale

### Concorso
- Konga Yo, regia di Yves Allégret (Francia/Congo)
- L'eclisse, regia di Michelangelo Antonioni (Italia)
- Placido, regia di Luis García Berlanga (Spagna)
- Il processo di Giovanna d'Arco (Procès de Jeanne d'Arc), regia di Robert Bresson (Francia)
- L'angelo sterminatore (El ángel exterminador), regia di Luis Buñuel (Messico)
- Elettra (Ilektra), regia di Michael Cacoyannis (USA/Grecia)
- Harry og kammertjeneren, regia di Bent Christensen (Danimarca)
- Liberté I, regia di Yves Ciampi (Francia/Senegal)
- Suspense (The Innocents), regia di Jack Clayton (Gran Bretagna)
- La parola data (O Pagador de Promessas), regia di Anselmo Duarte (Brasile)
- E il vento disperse la nebbia (All Fall Down), regia di John Frankenheimer (USA)
- Divorzio all'italiana, regia di Pietro Germi (Italia)
- Ba'al Hahalomot, regia di Alina Gross e Yoram Gross (Israele)
- In the Steps of Buddha, regia di Pragnasoma Hettiarachi (Sri Lanka)
- Mondo cane, regia di Gualtiero Jacopetti, Paolo Cavara e Franco Prosperi (Italia)
- Dom bez okien, regia di Stanislaw Jedryka (Polonia)
- Kogda derevia byli bolshimi, regia di Lev Kulidzhanov (Unione Sovietica)
- Yang Kwei Fei, regia di Li Han-Hsiang (Hong Kong)
- Muz z prvního století, regia di Oldřich Lipský (Cecoslovacchia)
- Il lungo viaggio verso la notte (Long Day's Journey into Night), regia di Sidney Lumet (USA)
- Pleneno yato, regia di Ducho Mundrov (Bulgaria)
- Al gharib al saghir, regia di Georges Nasser (Libano)
- Due (Dvoje), regia di Aleksandar Petrović (Jugoslavia)
- S-a furat o bomba, regia di Ion Popesco-Gopo (Romania)
- Tempesta su Washington (Advise and Consent), regia di Otto Preminger (USA)
- Âmes et rythmes, regia di Abdelaziz Ramdani (Marocco)
- Devi, regia di Satyajit Ray (India)
- Sapore di miele (A Taste of Honey), regia di Tony Richardson (Gran Bretagna)
- Les amants de Teruel, regia di Raymond Rouleau (Francia)
- Les enfants du soleil, regia di Jacques Séverac (Marocco/Francia)
- Setenta veces siete, regia di Leopoldo Torre Nilsson (Argentina)
- Kyupora no aru machi, regia di Kiriro Urayama (Giappone)
- Cleo dalle 5 alle 7 (Cléo de 5 à 7), regia di Agnès Varda (Francia)
- Das Brot der frühen Jahre, regia di Herbert Vesely (Germania)
- Giulia tu sei meravigliosa (Julia du bist zauberhaft), regia di Alfred Weidenmann (Austria/Francia)

### Fuori concorso
- Il delitto non paga (Le crime ne paie pas), regia di Gérard Oury (Francia)
- Boccaccio '70, regia di Luchino Visconti, Federico Fellini e Vittorio De Sica (Italia)

## Settimana internazionale della critica
- Les oliviers de la justice di James Blue (Francia)
- Strangers in the city di Rick Carrier (USA)
- Football di R. Drew, R. Leacock e J. Lipscomb (USA)
- I nuovi angeli di Ugo Gregoretti (Italia)
- Tre veces ana di David Jose Kohon (Argentina)
- La toussaint di Tadeusz Konwicki (Polonia)
- Alias gardelito di Lautaro Murúa (Argentina)
- Desideri nel sole (Adieu Philippine) di Jacques Rozier (Francia)
- Les inconnus de la terre di Marie Ruspoli (Francia)
- Furyo shonen di Susumu Hani (Giappone)

## Giuria
- Tetsuro Furukaki, scrittore (Giappone) - presidente
- Sophie Desmarets, attrice (Francia)
- Jean Dutourd, scrittore (Francia)
- Mel Ferrer, attore (USA)
- Romain Gary, scrittore (Francia)
- Herzy Kawalerovicz, regista (Polonia)
- Ernst Krüger (Germania)
- Yuli Raizman (Unione Sovietica)
- Mario Soldati, scrittore (Italia)
- François Truffaut, regista (Francia)

## Palmarès
- Palma d'oro: La parola data (O Pagador de Promessas), regia di Anselmo Duarte (Brasile)
- Prix spécial du Jury: L'eclisse, regia di Michelangelo Antonioni (Italia) ex aequo Il processo di Giovanna d'Arco (Procès de Jeanne d'Arc), regia di Robert Bresson (Francia)
- Prix d'interprétation féminine: Katharine Hepburn - Il lungo viaggio verso la notte (Long Day's Journey into Night), regia di Sidney Lumet (USA) ex aequo Rita Tushingham - Sapore di miele (A Taste of Honey), regia di Tony Richardson (Gran Bretagna)
- Prix d'interprétation masculine: Dean Stockwell, Jason Robards e Ralph Richardson - Il lungo viaggio verso la notte (Long Day's Journey into Night), regia di Sidney Lumet (USA) ex aequo Murray Melvin - Sapore di miele (A Taste of Honey), regia di Tony Richardson (Gran Bretagna)
- Grand Prix tecnico: Les amants de Teruel, regia di Raymond Rouleau (Francia) ex aequo Elettra (Ilektra), regia di Michael Cacoyannis (USA/Grecia) ex aequo Yang Kwei Fei, regia di Li Han-Hsiang (Hong Kong)
- Prix de la meilleure transposition cinématographique: Elettra (Ilektra), regia di Michael Cacoyannis (USA/Grecia)
- Prix de la meilleure comédie: Divorzio all'italiana, regia di Pietro Germi (Italia)
- Premio OCIC: Il processo di Giovanna d'Arco (Procès de Jeanne d'Arc), regia di Robert Bresson (Francia)